# Faustina minore
Annia Galeria Faustina, meglio nota come Faustina minore (130 circa – Halala, 175), è stata un'imperatrice romana della dinastia degli Antonini, figlia dell'imperatore Antonino Pio e di Faustina maggiore; moglie dell'imperatore Marco Aurelio; madre dell'imperatore Commodo.

## Biografia

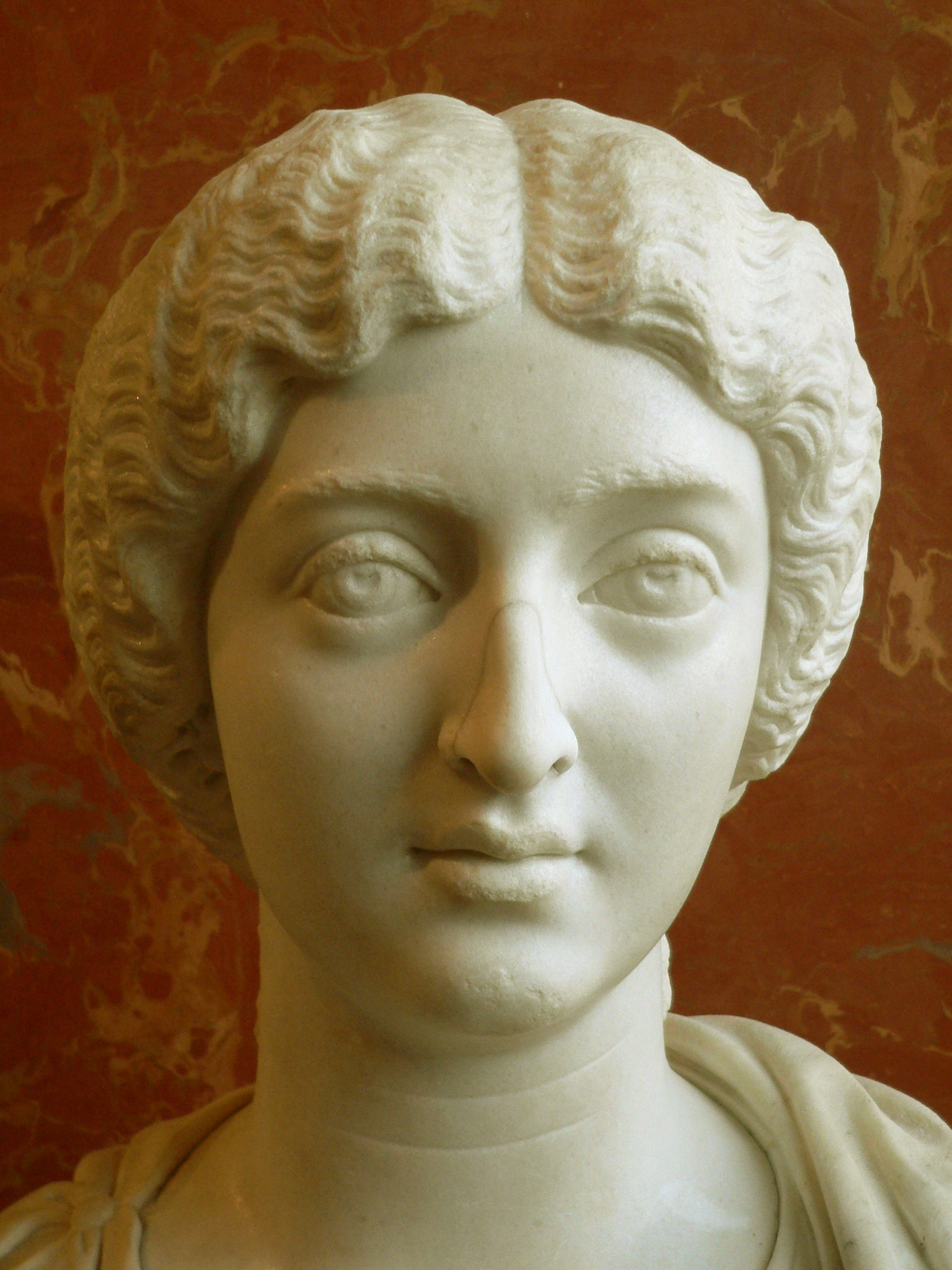
Altro busto di Faustina

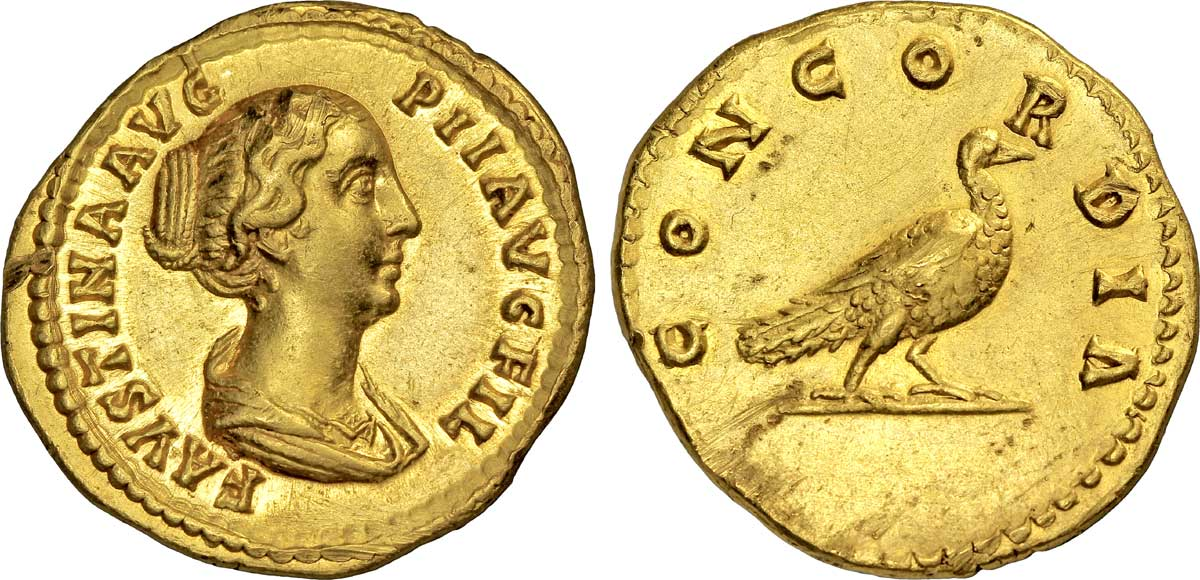
Aureus con sul recto l'effigie di Faustina minore

In origine, Faustina era stata promessa dall'imperatore Adriano a Lucio Vero, ma nel 139 fu data in fidanzamento al proprio cugino Marco Aurelio, che Faustina sposò nel 145. Nel 147 fu elevata al rango di Augusta.
I ritratti e le monete la raffigurano con una pettinatura semplice, divisa in due bande morbide, raccolte in un nodo basso sulla nuca, ma vi sono anche versioni più elaborate e repliche della rinomata pettinatura a trecce della madre Faustina maggiore. Si tramanda che avesse una personalità attiva. La tarda e inaffidabile Historia Augusta racconta di sue relazioni con marinai e gladiatori, ospitati spesso nella sua splendida villa di Gaeta. Al riguardo del concepimento di Commodo, l'Historia Augusta riferisce che il futuro imperatore sarebbe stato figlio di un gladiatore (spiegando così il suo interesse per i combattimenti nell'arena), o che Faustina l'avesse concepito da Marco Aurelio dopo aver fatto il bagno nel sangue di un gladiatore giustiziato.
Faustina seguì Marco Aurelio nella sua campagna nel Nord (170-174) come pure nel viaggio in Oriente a seguito dell'usurpazione di Avidio Cassio (di cui forse fu simpatizzante), durante il quale morì, lungo una sosta a Halala, nel Sud della Cappadocia, durante l'estate del 175. Nel luogo della morte, come è stato confermato dagli scavi, l'imperatore istituì la nuova colonia di Faustinopolis. Marco Aurelio così facendo la divinizzò, e in suo onore fu costruito un tempio a Roma e fondato un nuovo alimenta o sussidio per fanciulle bisognose, il secondo Puellae Faustinae dopo quello dedicato da Antonino Pio a Faustina maggiore. I Bagni di Faustina a Mileto vennero dedicati a lei.

## Matrimonio e discendenza
Faustina sposò suo cugino, l'imperatore Marco Aurelio, da cui ebbe almeno quattordici figli in trent'anni, incluse due coppie di gemelli. Di loro, solo un figlio e cinque figlie sopravvissero all'infanzia. 
- Domizia Faustina (147–151);
- Tito Elio Antonino (149 - ?), gemello di Aurelio, morì nell'infanzia;
- Tito Elio Aurelio (149 - ?), gemello di Antonino, morì nell'infanzia;
- Annia Aurelia Galeria Lucilla (150 - 182); sposò prima l'imperatore Lucio Vero e poi Tiberio Claudio Pompeiano, con discendenza da entrambi i matrimoni;
- Annia Aurelia Galeria Faustina (151 - post 182); sposò Gneo Claudio Severo, con discendenza;
- Tiberio Elio Antonino (152 - ante 156);
- Un figlio (? - ante 158);
- Annia Aurelia Fadilla (159 - post 221); sposò Marco Peduceo Plauzio Quintillo, con discendenza;
- Annia Cornificia Faustina (160 - 212); sposò Marco Petronio Sura Mamertino, con discendenza;
- Tito Aurelio Fulvo Antonino (161–165), gemello maggiore di Commodo;
- Lucio Elio Aurelio Commodo (161 - 192), gemello minore di Fulvo Antonino, imperatore di Roma e ultimo imperatore della dinastia antonina, sposò Bruzia Crispina, senza discendenza;
- Marco Annio Vero Cesare (162 - 169);
- Adriano;
- Vibia Aurelia Sabina (170 - ante 217), sposò Lucio Antistio Burro, senza discendenza.

## Ascendenza
|                            |                        |                                    | Genitori                      |  |  | Nonni |  |  | Bisnonni |  |  | Trisnonni |  |
|                            |                        |                                    |                               |  |  |       |  |  | …        |  |  | …         |  |
|                            |                        |                                    |                               |  |  |       |  |  | …        |  |  | …         |  |
|                            |                        | …                                  |                               |  |  |       |  |  | …        |  |  |           |  |
| Console Tito Aurelio Fulvo |                        |                                    |                               |  |  |       |  |  | …        |  |  |           |  |
|                            |                        | …                                  | …                             |  |  |       |  |  |          |  |  |           |  |
|                            |                        | …                                  | …                             |  |  |       |  |  |          |  |  |           |  |
|                            |                        | …                                  | …                             |  |  |       |  |  |          |  |  |           |  |
| Antonino Pio               |                        | …                                  |                               |  |  |       |  |  |          |  |  |           |  |
|                            |                        | …                                  | …                             |  |  |       |  |  |          |  |  |           |  |
|                            |                        | …                                  | …                             |  |  |       |  |  |          |  |  |           |  |
|                            |                        | …                                  | …                             |  |  |       |  |  |          |  |  |           |  |
| Arria Fadilla              |                        | …                                  |                               |  |  |       |  |  |          |  |  |           |  |
|                            |                        | …                                  | …                             |  |  |       |  |  |          |  |  |           |  |
|                            |                        | …                                  | …                             |  |  |       |  |  |          |  |  |           |  |
|                            |                        | …                                  | …                             |  |  |       |  |  |          |  |  |           |  |
| Faustina minore            |                        | …                                  |                               |  |  |       |  |  |          |  |  |           |  |
|                            | Marco Annio Vero Minor | …                                  |                               |  |  |       |  |  |          |  |  |           |  |
|                            | Marco Annio Vero Minor | …                                  |                               |  |  |       |  |  |          |  |  |           |  |
|                            | Marco Annio Vero Minor | …                                  |                               |  |  |       |  |  |          |  |  |           |  |
| Console Marco Annio Vero   | Marco Annio Vero Minor |                                    |                               |  |  |       |  |  |          |  |  |           |  |
|                            |                        | …                                  | …                             |  |  |       |  |  |          |  |  |           |  |
|                            |                        | …                                  | …                             |  |  |       |  |  |          |  |  |           |  |
|                            |                        | …                                  | …                             |  |  |       |  |  |          |  |  |           |  |
| Faustina Maggiore          |                        | …                                  |                               |  |  |       |  |  |          |  |  |           |  |
|                            |                        | Lucio Scribonio Rupilio Frugi Bono | …                             |  |  |       |  |  |          |  |  |           |  |
|                            |                        | Lucio Scribonio Rupilio Frugi Bono | …                             |  |  |       |  |  |          |  |  |           |  |
|                            |                        | Lucio Scribonio Rupilio Frugi Bono | …                             |  |  |       |  |  |          |  |  |           |  |
| Rupilia Faustina           |                        | Lucio Scribonio Rupilio Frugi Bono |                               |  |  |       |  |  |          |  |  |           |  |
|                            |                        | Salonina Matidia                   | Gaio Salonio Matidio Patruino |  |  |       |  |  |          |  |  |           |  |
|                            |                        | Salonina Matidia                   | Gaio Salonio Matidio Patruino |  |  |       |  |  |          |  |  |           |  |
|                            |                        | Salonina Matidia                   | Ulpia Marciana                |  |  |       |  |  |          |  |  |           |  |
|                            |                        | Salonina Matidia                   |                               |  |  |       |  |  |          |  |  |           |  |